# Оштен (группа)
Оштен — фольклорно-эстрадный ансамбль при министерстве культуры Республики Адыгея.

## ВИА «Оштен»
Ансамбль «Оштен» был создан в 1996 году. Название группы «Оштен» происходит от одноимённой горы, и с черкесского языка переводится, как «останавливающая град» (гора Оштен считается одной из красивейших гор Большого Кавказского хребта). Постепенно ансамбль превратился в один из самых популярных музыкальных коллективов не только в Республике Адыгея, но и далеко за её пределами.
Творческое становление коллектива связано с именем пианиста и композитора Аслана Готова. Аслан обучался в Ростовской консерватории имени С. В. Рахманинова на кафедре эстрадно-джазовой музыки, класс профессора, заслуженного деятеля искусств России К. А. Назаретова. Выпускник 1993 года по специальности фортепиано. В 1993—1995 гг. прошёл ассистентуру-стажировку по специальности композиция, при кафедре эстрадно-джазовой музыки данной консерватории, в классе народного артиста СССР, профессора М. М. Кажлаева. В 1996 году Аслан Готов основал эстрадную группу «Оштен» и до сей поры является её художественным руководителем.
Яркое композиторское и исполнительское дарование А. Готова и его творческая энергия позволяют открывать исполнительские грани ансамбля и разнообразить его репертуар.
Репертуарный диапазон коллектива достаточно широк: джазовые стандарты, рок и поп музыка, современные песни адыгских композиторов, популярные российские и зарубежные эстрадные песни. Жанровая универсальность ансамбля, владение разнообразными исполнительскими стилями, высокий профессионализм, позволили стать коллективу интерпретатором произведений многих композиторов Адыгеи: У. Тхабисимов, Д.Натхо, А.Нехай, Ю.Чирг, А.Хачак, Н.Емиж, М. Хупов, А.Готов.
Наиболее характерной чертой творчества коллектива является переосмысление народных адыгских музыкальных традиций в рамках традиционных джазовых стилей. Так композитором А. Готовым подготовлен блок эстрадно-джазовых обработок — «жемчужин» адыгской традиционной музыки. В блоке представлены песни: «Щырытӏым», «Си Мэмэт», «Къолен», «Цырац», «Истамбылъякӏо», «Къасэй», «Адыиф», Попурри на темы адыгских народных танцевальных наигрышей «Лъэпэрыф», «Щэщэн», «Къафэ къуанчӏэ», «Зэгъэтлъат» и «Ислъамый».
С группой «Оштен» выступали популярные северо-кавказские певцы: З. Тутов, Т. Нехай, Р. Шеожева, Н.Емиж, М. Гучетль, Р.Тлецери.

## Состав коллектива
Валентин Маньшин — заслуженный артист Республики Адыгея, более 30-ти лет посвятивший себя эстрадной музыке, неординарный музыкант, играющий на многих инструментах (саксофон- сопрано, -альт, -тенор, -баритон; кларнет; камыль; сопилка; зу рна; дудук);
Алий Хачак — истинный черкес и музыкант. Алий известен с 1970-х годов, когда им была создана первая рок-группа в Адыгее, а в 1980-е годы при филармонии создана группа «Фишт», ставшая в дальнейшем победителем конкурса «Золотой камертон» (г. Москва). Его песни нашли себя и в репертуаре эстрадной группы «Оштен», преумножая популярность и успех коллектива.
Анатолий Динариев — звукорежиссёр. Опытный специалист с солидным стажем. Обладает безупречным знанием техники, которое «поднимает» всю работу группы на должный уровень профессионального мастерства, внося новые краски в «саунд» коллектива.
Залим Иругов — исполнитель эстрадных обработок адыгских народных инструментальных наигрышей. Вносит в программу коллектива яркий национальный колорит. Его улыбка на сцене подкупает своей искренностью и добротой. Виртуозно играя, как на аккордеоне, так и на адыгейской гармонике, Залим —способен завораживать слушателя. Его мастерство раскрывается в исполнении инструментальных обработок адыгских народных мелодий.
С группы является Рустам Хут — ведущий солист группы с момента её основания. В его исполнении звучат самые разнообразные песни — от народных до джаза.
Также солистами группы являются: Татьяна Зинченко и Дарина Мешлок. Татьяна и Дарина участвовали и побеждали в конкурсах, проходивших по Северному Кавказу (Элиста, Владикавказ, Краснодар).
Ритм-секция — «сердце» группы «Оштен»: Эдуард Керашев (бас-гитара), Сергей Сергеев (гитара), Александр Бобырь (ударные) — грамотные музыканты, скромные молодые ребята, которые сыгрались за пять лет существования коллектива.
Дмитрий Кириченко (тромбон) — по признанию членов группы — неунывающий оптимист и весельчак.
Технический персонал: ассистент режиссёра Вячеслав Старцев. Слава успевает одновременно быть у пульта в зале и на сцене.
Директором группы «Оштен» является Лиля Ломоносова, обеспечивающая организационную деятельность коллектива.

## Дискография
На базе эстрадной группы «Оштен» был выпущен CD с записями адыгских танцевальных наигрышей в исполнении Залима Иругова (адыгейская гармоника), два CD с сольными альбомами группы «Оштен», сольный альбом Алия Хачак. В 1999 году в Иордании был выпущен совместный магнитоальбом группы «Оштен» и певца и гитариста Алия Хачак.
Записи на радио, участие в программах телевидения, клипы, созданный об «Оштене» документальный фильм (режиссёр Ю.Нехай), выступления на лучших концертных площадках Адыгеи и успешные гастроли по Северному Кавказу, (Кабардино-Балкария, Карачаево-Черкесия, Ставрополь-ский и Краснодарский края, Дагестан) — все это свидетельствует о предельной насыщенной творческой жизни коллектива, и способствует его росту и укреплению авторитета.
По данным на 2012 год состав группы:
Гитара соло - Максим Алиев, гитара бас - Максим Злобин, ударные - Денис Домовец. Солисты: Заслуженный артист Адыгеи - Керашев Эдуард, заслуженный артист Адыгеи - Хут Рустам, Жакшакулова Марина,Тупцокова Марина, Ципинова Дарина, Хазешук Мосс, Сусанна. Звукорежиссёр - Вадим Высоцкий, Руководитель группы - Заслуженный деятель культуры Адыгеи - Алий Хачак.

## Профессиональные достижения
Коллектив стал лауреатом следующих фестивалей и музыкальных конкурсов
- Международный джазовый фестиваль (г. Ставрополь 1997 г.);
- Эстрадный фестиваль в пос. Небуг 1999 г.);
- Приз зрительских симпатий на фестивале эстрадной музыки в г. Элисте (1999 г.)
- Региональный конкурс-фестиваль эстрадной песни «Добрые соседи» (г. Элиста, 2004 г.);
- Фестиваль народного художественного творчества «Рождественские звезды» (г. Сочи, 2004 г.);
- Всероссийский фестиваль народного творчества «Кубанский казачок — 2004» (г. Сочи);
- VII-ой краевой праздник фольклора «Золотое яблоко» (г. Краснодар, 2004 г.);
- Республиканский музыкальный телевизионный конкурс «ОДН star» (г. Элиста, 2004 г.);
- Фестиваль «Темуз — 2005» (г. Сочи);
- I-ый и II-ой Международные фестивали национальных культур «Культура сближает народы» (г. Сочи, 2005 г.; г. Темрюк, 2006 г.);
- Рок-фестиваль «Эмаус-2006» (Тверская область, п. Эмаус).